# Флаг сельского поселения Букарёвское
Флаг муниципального образования сельское поселение Букарёвское Истринского муниципального района Московской области Российской Федерации — опознавательно-правовой знак, служащий официальным символом муниципального образования.
Флаг утверждён 19 апреля 2010 года и 29 марта 2011 года внесён в Государственный геральдический регистр Российской Федерации с присвоением регистрационного номера 6730.

## Описание
«Прямоугольное полотнище с отношением ширины к длине 2:3, состоящее из двух неравных, разделённых выгнутой вверх дугой горизонтальных полос — голубой и красной (максимальная ширина голубой части у краёв — 2/3 ширины полотнища, минимальная ширина в середине — 1/3 ширины полотнища); на голубой полосе воспроизведено жёлтым цветом стилизованное солнце, как бы выходящее из верхнего края полотнища, на красной — тем же цветом воспроизведено изображение петуха, стоящего на ручном жёрнове, а посередине полотнища, на границе полос, белым цветом изображены три фигурных креста».

## Символика
Флаг отражает исторические и экономические особенности сельского поселения Букарёвское.
Солнце символизирует неразрывную историческую связь сельского поселения Букарёвское с Истринским районом, на флаге которого есть фигура — солнце. Солнце — символ света, тепла, жизни.
Выгнутая красная часть полотнища — символизирует рельеф местности поселения.
Три креста — символически обозначают три храма поселения: Богоявленская церковь в Брыково, церковь Иконы Божией Матери Казанская в Глебово и церковь Рождества Христова в Филатово.
Жёрнов — символ Открытого Акционерного Общества «Истра-хлебопродукт» — одного из крупнейших предприятий в центральном регионе России по производству муки и комбикорма, расположенного на землях поселения.
Петушок — символизирует ООО «Птицефабрика Глебовская» и ЗАО «Глебовское птицеводческое объединение», вокруг которых сложилась современная инфраструктура посёлка Глебовский, входящего в состав поселения Букарёвское. Петух (петушок) — символ бдительности, отваги. Петух — вестник наступающего дня, и сторож ночи, хозяин двора.
Голубой цвет (лазурь) — символ возвышенных устремлений, искренности, преданности, возрождения.
Красный цвет — символ труда, мужества, жизнеутверждающей силы и красоты, праздника.
Жёлтый цвет (золото) — символ высшей ценности, величия, великодушия, богатства, урожая.
Белый цвет (серебро) — символ чистоты, ясности, открытости, божественной мудрости, примирения.